# Транзистор метал-діелектрик-напівпровідник
МДН-транзи́стор (англ. metal-insulator-semiconductor field-effect transistor, MISFET) — напівпровідниковий прилад, що як базовий фізичний принцип використовує ефект поля.

Поперечний переріз n— канального МДН-транзистора

Типовий МДН-транзистор складається з МД/ОН- структури (метал-діелектрик/оксид-напівпровідник, наприклад n-типу), та двох p-кишень для електродів джерела (source) та стоку (drain). Металічний керуючий електрод називається затвором (gate), а напівпровідниковий — підкладкою (bulk). Відомо, що МДН-структури мають три режими роботи: збагачення або акумуляції (з власною провідністю напівпровідника); слабкої інверсії (зі змішаною провідністю) та сильної інверсії (з інверсною провідністю). Тому загалом, можна використовувати будь-який з цих трьох режимів роботи для практичної реалізації МДН-транзистора, і на перших порах в 60-х роках їх і використовували при серійному виробництві (звідси випливає певна неоднозначність навіть в назвах цих приладів, оскільки одні працювали на основних носіях, другі — на неосновних, а треті мали змішану провідність, тому їх просто називали польові транзистори). Проте з часом переміг один режим роботи МДН-транзистора — «режим сильної інверсії», і тому сьогодні тільки з ним і пов'язується однозначно назва «МДН-транзистор». Але навіть в цьому разі реальні прилади можуть працювати в двох режимах роботи: слабкої (при ввімкненні), та сильної (нормальний режим) інверсій.
В загальному випадку можлива реалізація МДН-транзисторів двох типів: n-канальних та p-канальних. Більше того, обидва типи МДН-транзисторів можуть бути виготовлені на одній підкладці. В цьому разі говорять про комплементарні (КМОН-) транзистори. На КМОН-транзисторах досить легко реалізувати цифрові логічні схеми (наприклад — «інвертори»). Вигода від використання КМОН- логічних інверторів очевидна, оскільки вони в статичному режимі не споживають енергії. Дійсно, не залежно від логічного стану на виході інвертора, завжди один із послідовно ввімкнених транзисторів є «відкритий», а інший «закритий», тому струм крізь них не протікає. Проте під час перемикання логічного інвертора із одного стабільного стану в інший (перехідний процес) звісно струм протікає, і його слід враховувати (особливо при високих тактових частотах логічних схем).

## Історія винаходу
Ідея створення МДН-транзистора виникла наприкінці 20-х років 20-го століття і тому пріоритет був захищений патентами в США — Лілієнфельдом, а у Великій Британії — Гейлом. Це були досить тривіальні технічні пристрої, що складалися з металічної та напівпровідникової пластинок, розділених шаром діелектрика або повітря, призначених для практичної реалізації напівпровідникового підсилювача, керування яким здійснювалось електричним полем.
Здійснити ці ідеї на практиці спробував Шоклі наприкінці 30-х років 20-го століття. Як напівпровідник тоді використовували германій, як діелектрик — пластинки слюди, роль металічного електрода — металічна пластинка або металізоване покриття пластинки слюди. Звісно, Шоклі отримав модуляцію провідності поверхні германію, проте ефект був незначним. Більше того, досить несталим в часі, що не дозволяло впровадження його в серійне виробництво.
Тільки в другій половині 40-х років 20-го століття стало зрозумілим, що основним дестабілізуючим фактором були т.з. поверхневі стани в напівпровіднику. Та і сам вибір напівпровідника (германій) був не найкращим (навіть сьогодні практично немає технології виготовлення МДН-структур на германії).
Першим помітив переважну роль поверхневих станів в напівпровіднику Бардін, котрий потім разом з Браттейном відкрив т.з. біполярний ефект. Тут необхідно відзначити, що на той час ще не існувало теорії випрямляючих переходів в напівпровіднику.
Сама назва ефект поля з'явилась вперше в роботі Шоклі та Пірсона, в якій експериментально було доведено існування поверхневих станів в напівпровіднику. Роль Шоклі на цьому етапі була незначна, оскільки він піддався розчаруванню, викликаному неможливістю на той час, реалізації ефекту поля. Проте «відкриття» біполярного ефекту заохотило Шоклі на ґрунтовні дослідження спершу точкового переходу, потім сплавного переходу і, нарешті всім відомого p-n-переходу, що з часом і вилилось в теорію p-n-переходу Шоклі, а згодом і в теорію біполярного транзистора, що ґрунтувалася на понятті квазірівня Фермі.
З появою напівпровідникових переходів та біполярних транзисторів розпочалася нова технологічна ера обробки напівпровідників, спершу германію, а потім і кремнію. Відпрацьовувалися інженерні методи вирощування кристалів та технології розрізання пластин з наступним їхнім шліфуванням. Більше того, розроблювалися способи дифузії та епітаксії домішок шляхом фотолітографії тощо. І тільки на кінець 50-х років 20-го століття рівень розвитку технологій досяг зрілості, і шляхом розробки технології пасивації поверхні кремнію Аталлою та Кангом, нарешті була створена МДН-структура на кремнії з більш-менш стабільними характеристиками.
Пасивація поверхні кремнію усталила поверхневі стани і уможливила практичну реалізацію МДН-транзисторів. Перші феноменологічні моделі МДН-тразисторів з'явились в піонерських працях Хофштейна, Хеймана, Іхантоли та Молла. Проте, основна фундаментальна праця зі створення теорії МДН-транзистора, що ґрунтується на фундаментальних принципах поверхневої провідності була створена в 1964 році учнем Шоклі — Са.

## Спосіб роботи
Після розв'язання проблеми поверхневих станів на початку 60-х років 20-го століття з'явились перші МДН-транзистори, а разом з ними і перші феноменологічні моделі їхньої роботи.
Не зважаючи на достатню розробленість мікроскопічної теорії поверхневої провідності напівпровідника в ефекті поля, використати її при описі реальних МДН-транзисторів було не так просто, оскільки перша мала справу з мікроскопічними потенціалами, а другі — з макроскопічними напругами.
Тому перші фізико-математичні моделі МДН-транзисторів Гофштейна, Геймана, Іхантоли та Молла мали чистий феноменологічний характер і використовували тільки макроскопічні напруги не пов'язані з мікроскопічними потенціалами.
Основною проблемою тут виступало завдання введення квазірівнів Фермі для опису термодинамічної нерівноваги в умовах протікання електричного струму каналом МДН- транзистора. Першому, вдалося розв'язати цю проблему учню Шоклі — Са. Тому після двох публікацій Са в середині 60-х, були закладені основи взаємозв'язку між макроскопічними величинами (струми та напруги на електродах МДН- транзистора) та мікроскопічними величинами на поверхні напівпровідника (поверхневі потенціали та концентрації носіїв).

#### Властивості індукованого переходу
Вперше концепцію квазірівнів Фермі ввів Шоклі для опису металургійних p-n—переходів. Тому Са пішов тривіальним шляхом розповсюдження даної концепції на індуковані переходи. Індукований перехід відрізняється в першу чергу від металургійного тим, що на поверхні напівпровідника створюються тільки потенція для провідності оберненого типу відносно глибинних шарів напівпровідника. Тобто сам напівпровідник МДН-структури не має можливості для заповнення інверсними носіями поверхні напівпровідника, тому для цього по боках каналу формували кишені з інверсною провідністю відносно підкладки. Якщо цього не зробити, то отримаємо весь комплекс інерційних низькочастотних явищ в C- V- характеристиках МДН-структури (в районі 100 Герц). Другою особливістю індукованого переходу є те, що він є достатньо різкий відносно металургійного. Це обумовлено технологією обробки поверхні кремнію, котра є значно вища і контрольованіша за реальні металургійні переходи. Звісно, вона ще далека від параметра решітки, проте вже достатньо близька до нього (в металургійних переходах такої різкості добитися взагалі не можливо). Справа в тому, що в «точці» самого переходу квазірівні електронів та дірок однакові за величиною і збігаються із серединою забороненої зони напівпровідника. Тобто в цій точці ми маємо власний напівпровідник, і тому чим тонша буде ця перехідна область (буде різкішою), тим ближче буде реальний перехід до ідеального, для якого розроблена мікроскопічна теорія.
Електрод затвора є основним керувальним електродом, котрий задає поверхневий потенціал напівпровідника МДН-структури, котра в свою чергу описується стандартним рівнянням Пуассона в ефекті поля. Тому при відсутності напруг на електродах стоку та підкладки (нульові значення) ми і отримуємо зв'язок між мікроскопічними потенціалами на поверхні розділу діелектрик- напівпровідник ({\displaystyle \phi _{s}}) та макроскопічними напругами на затворі ({\displaystyle V_{G}}) через теорему Гауса для зарядів на ємності МДН-структури. Звісно, цей стан поверхні напівпровідника з інверсною провідністю також є станом поперечної термодинамічної нерівноваги (тому поверхневий потенціал тут є також квазіпотенціалом Фермі), проте відсутність поперечного струму через МДН-структуру (наявність діелектрика!) дозволяє нехтувати тут нерівноважністю і вважати сам індукований перехід, як варіант металургійного. Очевидно, що це справедливо тільки для постійних напруг на затворі МДН-структури, а коли вона змінюється (при чому з великою частотою) то термодинамічна нерівноважність повинна вносити свої корективи в «ідеальний індукований перехід». Це приведе до того, що статичні параметри індукованого переходу будуть відрізнятися від динамічних.

#### Вплив електрода підкладки
Слід відзначити, що електрод підкладки виконує роль другого затвора, оскільки металізація підкладки знаходиться на нижній стороні МДН-структури. Проте він є неповноцінним в тому плані, що металізація підкладки не повністю покриває всю поверхню напівпровідника підкладки і може бути розташованим в будь- якому місці поверхні підкладки.
В загальному випадку при подачі оберненої напруги {\displaystyle V_{b}} на електрод підкладки буде збільшуватися товщина збідненої області, заряд якої задається виразом:
{\displaystyle Q_{d}\approx \pm {\sqrt {-2Nq\epsilon _{s}(V_{b}+2\phi _{F})}}},
де {\displaystyle N} концентрація домішок (залежить від поверхневого потенціалу в загальному випадку), {\displaystyle q} — заряд електрона, {\displaystyle \epsilon _{s}} діелектрична проникність напівпровідника та {\displaystyle \phi _{F}} — потенціал Фермі. Очевидно, що збільшення просторового заряду тривіально означає зменшення інверсного заряду (еквівалентне збільшенню «порогової напруги» МДН-структури).
У випадку подачі прямої напруги на електрод підкладки, через джерельний перехід протікатиме прямий струм, як у звичайних металургійних переходах. Більше того, через електрод стоку також протікатиме додатковий струм, обумовлений прямою напругою на підкладці (т.з. «біполярний ефект»). Звісно, цей режим прямих напруг на підкладці на практиці не використовується (особливо в цифрових схемах), оскільки це є «паразитні» струми через стік.
Таким чином, вплив електрода підкладки на квазірівні Фермі не виходить за рамки концепції квазірівнів Фермі, розробленої для металургійних переходів.

#### Вплив електрода стоку
До електроду стоку завжди прикладається обернена напруга, що викликає збільшення заряду збідненої області біля електроду стоку (ефект типовий для металургійних переходів). Тому до певної міри електрод стоку також виконує роль керувального електроду, подібно до електродів затвора та підкладки. Проте його вплив поступово зменшується з наближенням до електроду джерела вздовж каналу. Таким чином, електрод стоку виконує основну роль електроду прискорення неосновних носіїв, що з'являються біля електроду джерела, завдяки чому і створюється струм вздовж каналу.
Звичайно не нульове значення напруги на електроді стоку створює поздовжнє електричне поле вздовж каналу, що своєю чергою створює умови для виникнення поздовжньої термодинамічної нерівноваги на поверхні розділу діелектрик- напівпровідник. Основна заслуга Са полягає в тому, що він припустив, що у випадку протікання стаціонарного струму вздовж каналу, електричне поле, а значить і поверхневий квазіпотенціал, обумовлений оберненою напругою на стоці, рівномірно розподіляється вздовж каналу не руйнуючи його енергетичної структури. Тобто, хоч поверхневий поперечний потенціал і поступово зменшується (тобто індукований перехід поступово зникає), проте вся поверхня веде себе цілісно, подібно до звичайного діелектрика (адже тільки в діелектриках ми маємо однорідне електричне поле, а збіднена область завжди веде себе подібно до діелектрика!). Знову ж таки ми тут маємо традиційне обмеження. Тобто отримані аналітичні вирази для інверсних зарядів, потенціалів та струмів вірні тільки у випадку протікання стаціонарного струму стоку, а у випадку змінного струму електричні параметри будуть іншими, оскільки концепція квазірівнів Фермі по Са і тут уже не буде працювати.
Заряд інверсного шару {\displaystyle Q_{n}} знаходиться із умови електронейтральності (закон Гауса):
{\displaystyle Q_{n}+Q_{d}+Q_{ss}+Q_{G}=0\ }
де заряд металічного затвора
{\displaystyle Q_{G}=C_{0}(V_{G}-\phi _{s}-\phi _{MS})\ },
а {\displaystyle C_{0}} — ємність діелектрика і {\displaystyle \phi _{MS}} —контактна різниця потенціалів метал-напівпровідник.
Тоді інверсний заряд можна подати у формі:
{\displaystyle Q_{n}\approx -Q_{ss}\pm {\sqrt {-2Nq\epsilon _{s}(V_{b}+2\phi _{F}}}-C_{0}(V_{G}-V_{S}-\phi _{s}(V_{S})-\phi _{MS}\ }
де {\displaystyle V_{S}} — макроскопічний потенціал вздовж каналу (збігається з мікроскопічним!), який біля електрода стоку збігається із стоковою напругою.
Таким чином, подача змінної напруги на електрод затвора в потенції може зруйнувати як поперечну, так і поздовжню термодинамічну квазірівновагу, а значить і концепція квазірівнів Фермі Шоклі-Са буде не придатна для опису вольт- амперних характеристик (ВАХ) МДН-транзистора. Тому використовують поняття малих сигналів (малого збурення в термінах рівноважної термодинаміки), при яких концепція квазірівнів Фермі ще виконується. Очевидно, що поняття «малості» відноситься до вихідного сигналу на електроді стоку (амплітуда вихідного змінного сигналу є значно менша за напругу на стоці).

Інверсний канал та вплив на нього напруги на стоці U_{DS} ≠ 0)

### Стокові характеристики

#### Режим сильної інверсії

Типові ВАХ МДН-транзистора

При отриманні аналітичних виразів для ВАХ МДН-транзисторів використовують такі припущення:
1) виродження в напівпровіднику відсутнє;
2) ефективна рухливість {\displaystyle \mu _{n}^{*}} носіїв заряду в інверсному шарі та еквівалентний поверхневий заряд {\displaystyle Q_{ss}} не залежить від електричного поля;
3) підкладка легована однорідно і має велику товщину (тобто товщина збідненої області менша за товщину підкладки при любих напругах на стоці);
4) дифузний струм в каналі достатньо малий порівняно з дрейфовим струмом, тому ним можна знехтувати;
5) генерацією та рекомбінацією в області каналу можна знехтувати;
6) обернені струми металургійних переходів стік- підкладка та джерело- підкладка достатньо малі і тому також не враховуються.
В загальному випадку дрейфовий струм стоку {\displaystyle I_{D}} записується у вигляді:
{\displaystyle I_{D}=Z\int _{0}^{x_{d}}j(x,y)\,dx}
де {\displaystyle j-} густина струму, а {\displaystyle x_{d}-} товщина інверсійного каналу.
Оскільки густину струму можна представити у вигляді (чисто дрейфовий струм):
{\displaystyle j(x,y)=-q\mu _{n}n{\frac {dV(y)}{dy}},}
а інверсний заряд апроксимується двовимірним (поверхневим) інверсним зарядом з ефективною рухливістю:
{\displaystyle \int _{0}^{x_{d}}q\mu _{n}n\,dx=\mu _{n}^{*}Q_{n}(y),}
тому маємо:
{\displaystyle I_{D}=-\mu _{n}^{*}ZQ_{n}(y){\frac {dV(y)}{dy}}.}
У цих співвідношеннях використані такі позначення: {\displaystyle n} та {\displaystyle \mu _{n}} — для концентрації електронів та їхньої рухливості, {\displaystyle Q_{n}(y)} — заряд інверсного шару в розрахунку на одиницю площі, {\displaystyle V(y)} — потенціал поверхні каналу відносно електрода джерела, {\displaystyle Z} — ширина каналу.
Як бачимо, в рамках даного підходу реальна товщина інверсного каналу не враховується, а залежність рухливості по глибині також ігнорується введенням її ефективного значення.
Для визначення величини {\displaystyle Q_{n}(y)} — використаємо вираз наведений в попередньому розділі із відповідною заміною змінних:
{\displaystyle V_{S}=V(y)-V_{BS}\ }
{\displaystyle V_{G}=V_{GS}-V_{BS}\ }
{\displaystyle \phi (V_{S})=\phi _{S0}\approx 2\phi _{F}\ },
де {\displaystyle \phi _{S0}} — поверхневий потенціал при {\displaystyle y=0;}; {\displaystyle V_{GS}} — різниця потенціалів між електродами затвора та джерела.
Таким чином, інверсний заряд на одиницю площі буде:
{\displaystyle Q_{n}(y)={\sqrt {-2Nq\epsilon _{s}[V(y)-V_{BS}+2\phi _{F}]}}-C_{0}[V_{GS}-V(y)-2\phi _{F}-\phi _{MS}]-C_{0}V_{ss}}
В цьому виразі перший член відповідає заряду збідненої області підкладки, другий- заряд затворів, а третій — еквівалентний поверхневий заряд:
{\displaystyle V_{ss}=Q_{ss}/C_{0}\ }.
Інтегруючи вираз для струму стоку по {\displaystyle y} від 0 до {\displaystyle L}, а також враховуючи що {\displaystyle I_{D}=const(y)}, знаходимо аналітичний вираз для струму стоку:
{\displaystyle I_{D}={\frac {C_{0}\mu _{n}^{*}Z}{L}}{\big \{}V_{DS}(V_{GS}-V_{X})-{\frac {V_{DS}^{2}}{2}}-{\frac {2}{3}}({\frac {2|N|q\epsilon _{s}}{C_{0}^{2}}})^{1/2}\cdot [(V_{DS}-V_{BS}+2\phi _{F})^{3/2}-(2\phi _{F}-V_{BS})^{3/2}]{\big \}}}
де
{\displaystyle V_{X}=\phi _{MS}+2\phi _{F}-V_{ss},\ }
а {\displaystyle V_{DS}} — напруга стік-джерело.
Якщо концентрація нескомпенсованих домішок {\displaystyle N} в підкладці мала, а ємність оксиду {\displaystyle C_{0}} — велика, тоді третій член в останньому виразі може стати достатньо малим, щоби ним знехтувати, так що отримуємо т.з. формулу Са:
{\displaystyle I_{D}\approx {\frac {C_{0}\mu _{n}^{*}Z}{L}}[V_{DS}(V_{GS}-V_{X})-{\frac {V_{DS}^{2}}{2}}].}
Звичайно цей простий вираз в деяких випадках є недостатньо точним, тому кращі результати при {\displaystyle V_{DS}\to 0} можна отримати при розкладі третього члена в ряд:
{\displaystyle I_{D}\approx {\frac {C_{0}\mu _{n}^{*}ZV_{DS}}{L}}{\big \{}V_{GS}-V_{X}-{\sqrt {\frac {-2Nq\epsilon _{s}(2\phi _{F}-V_{BS}}{C_{0}^{2}}}}{\big \}}}
Із останнього виразу ясно, що {\displaystyle I_{D}} прямує до нуля при
{\displaystyle V_{GS}=V_{T}=V_{X}+{\sqrt {\frac {-2Nq\epsilon _{s}(2\phi _{F}-V_{BS}}{C_{0}^{2}}}}}.
Величина {\displaystyle V_{T}} називається порогова напруга МДН-транзистора. Не важко помітити, що закривання струму стоку при любих напругах {\displaystyle V_{DS}} протікатиме при напругах на затворі, також такими, що визначаються останнім співвідношенням. Дійсно, при конечному {\displaystyle V_{DS}} та {\displaystyle I_{D}=0}, {\displaystyle V(y)=0} і при {\displaystyle Q_{N}(y)=0}.
Напруга {\displaystyle V_{DSat}=V_{GS}-V_{T}} називається напругою насичення/відсічки (тобто канал біля електроду стоку повністю перекривається для інверсних носіїв), коли струм стоку стає незалежним від напруги на стоці.
В цьому разі, в області насичення ВАХ МДН-транзистора описуються простим виразом:
{\displaystyle I_{DSat}\approx {\frac {C_{0}\mu _{n}^{*}ZV_{DSat}^{2}}{2L}}=\beta {\frac {V_{DSat}^{2}}{2}}},
де {\displaystyle \beta ={\frac {C_{0}\mu _{n}^{*}Z}{L}}-} питома крутизна ВАХ МДН-транзистора, широко вживана в практичних використаннях.

#### Режим слабої інверсії
Режим слабої інверсії (weak inversion) вперше був досліджений в МДН-транзисторах Свенсоном та Мейндлом на початку 70-х років (тобто значно пізніше за режим сильної інверсії). На теренах Союзу цей режим був названий з легкої руки Д. Ігумнова — «мікрорежимом», оскільки в цьому разі під ним розумівся також режим експоненційних ВАХ в звичайних польових транзисторах з p-n—переходом.
В межах підходу Свенсона- Мейндла зв'язок між мікроскопічними та макроскопічними потенціалами здійснювався за рахунок переходу:
{\displaystyle \phi _{s}-\phi _{c}-2\phi _{F}\approx {\frac {V_{G}-V_{T}(\phi _{c})}{m}}\ },
в якому використовувався {\displaystyle m}-фактор неідеальності індукованого p-n—переходу:
{\displaystyle m={\frac {C_{0}+C_{d}+C_{fs}}{C_{0}}},\ }
де {\displaystyle C_{d}} — питома ємність області просторового заряду (ОПЗ) на одиницю площі, {\displaystyle C_{fs}} — питома ємність швидких поверхневих станів, а {\displaystyle \phi _{c}=\phi _{Fn}-\phi _{Fp}} різниця квазірівнів Фермі.
Спрощений вираз для струму стоку МДН-транзистора, який працює в режимі слабої інверсії на пологій ділянці стокових ВАХ за Свенсоном та Мейндлом:
{\displaystyle I_{dWI}\approx \beta (m\phi _{T})^{2}\cdot \exp({\frac {V_{G}-V_{T}}{m\phi _{T}}}),}
де {\displaystyle \phi _{T}=kT/q} — температурний потенціал, а {\displaystyle k} — стала Больцмана.
Основним недоліком підходу Свенсона- Мейндла для мікрорежиму та Са для сильної інверсії а також інших, заснованих на подібних твердженнях, є неможливість знаходження товщини індукованого каналу ({\displaystyle x_{in}}), а також неможливість коректного введення диференційного опору {\displaystyle R_{i}} на пологій ділянці стокових ВАХ, який би базувався на загальних мікроскопічних принципах.
Проблема диференційного опору для режиму слабої інверсії МДН-транзистора з розподілом Максвелла- Больцмана для носіїв заряду була розв'язана в численних роботах Якимахи. В рамках даного підходу використовувалися такі припущення:
1) струм стоку визначається явищем дифузії;
2) індукований канал МДН-транзистора розбивається на дві області. В першій області ({\displaystyle 0\leq x\leq x_{gen}}) градієнт концентрації носіїв заряду {\displaystyle \nabla n} є функція, котра залежить від положення квазірівнів Фермі, а в другій області ({\displaystyle x_{gen}\leq x\leq x_{gen}+x_{dif}}) — градієнт концентрації є постійний.
{\displaystyle I_{dWI}\approx (I_{0}+{\frac {V_{ds}}{R_{0}}})\exp({\frac {V_{gs}-V_{T}}{m\phi _{T}}})}
{\displaystyle I_{0}\approx qD(-N_{A})L_{z}x_{gen}/L_{y},}
{\displaystyle R_{0}\approx {\frac {m\phi _{T}L_{y}}{qL_{z}D(-N_{A})x_{dif}}},}
де {\displaystyle I_{0},R_{0}-} відповідно масштабні теплові: струм та диференційний опір МДН-транзистора, котрі розділяють режими слабої та сильної інверсії при {\displaystyle V_{G}=V_{T}};
{\displaystyle D} — коефіцієнт дифузії. Основною особливістю даної напівфеноменологічної моделі є те, що тут присутні дві складові струму стоку: генеративна {\displaystyle I_{0}}, яка протікає крізь першу область ({\displaystyle 0\leq x\leq x_{gen}}) індукованого каналу (ближче до поверхні розділу діелектрик- напівпровідник), та диференційна {\displaystyle simV_{ds}/R_{0}}, яка протікає крізь другу область індукованого каналу ({\displaystyle x_{gen}\leq x\leq x_{gen}+x_{dif}}).
В межах даного підходу досить цікаво отримати основні підсилювальні параметри МДН-транзистора в режимі слабкої інверсії. Так, наприклад крутизна сток-затворної ВАХ тут буде:
{\displaystyle S_{g}={\frac {\partial I_{dWI}}{\partial V_{GS}}}={\frac {1}{m\phi _{T}}}(I_{0}+{\frac {V_{DS}}{R_{0}}})\exp({\frac {V_{gs}-V_{T}}{m\phi _{T}}})}
а диференційний опір:
{\displaystyle R_{i}={\frac {1}{\frac {\partial I_{dWI}}{\partial V_{DS}}}}=R_{0}\exp({\frac {-V_{gs}+V_{T}}{m\phi _{T}}})}
Знаючи крутизну та диференційний опір, знаходимо коефіцієнт підсилення МДН-транзистора в режимі слабкої інверсії:
{\displaystyle M_{gi}={\frac {I_{0}R_{0}+V_{DS}}{m\phi _{T}}}\approx {\frac {I_{0}R_{0}}{m\phi _{T}}}\ }
у випадку, коли {\displaystyle V_{DS}\ll I_{0}R_{0}\ }.
Тут треба відзначити, що коефіцієнт підсилення виявляється залежить від фундаментальних параметрів МДН-транзистора:
{\displaystyle M_{gi}\approx {\frac {I_{0}R_{0}}{m\phi _{T}}}={\frac {x_{gen}}{x_{dif}}}\ },
тобто є безрозмірним відношенням товщин інверсійного каналу.

#### Об'єднана модель слабої та сильної інверсій
Підхід Якимахи до слабкої інверсії також можна розповсюдити на режим сильної інверсії МДН-транзистора. Тут також можна розбити інверсійний канал на дві частини (генеративну та диференційну), при чому в обох цих частинах протікатиме дрейфовий струм стоку. Проте тільки в генеративній частині каналу буде справедливий підхід Са, а в диференціальній, інверсний заряд буде не залежний від поздовжнього електричного поля, обумовленого напругою на стоці. В області насичення можна ВАХ апроксимувати так:
{\displaystyle I_{dSI}\approx (I_{0SI}+2{\frac {V_{DS}}{R_{0SI}}}{\frac {m_{SI}\phi _{T}}{V_{GS}-V_{T}}})({\frac {V_{GS}-V_{T}}{m_{SI}\phi _{T}}})^{2}},
де
{\displaystyle I_{0SI}={\frac {\beta _{gen}(m_{SI}\phi _{T})^{2}}{2}}}
та
{\displaystyle R_{0SI}={\frac {2}{\beta _{dif}m_{SI}\phi _{T}}}}
масштабні параметри для струму стоку та диференційного опору в режиму сильної інверсії, а {\displaystyle \beta _{gen}=\mu _{gen}{\frac {C_{0}Z}{L}}} та {\displaystyle \beta _{dif}=\mu _{dif}{\frac {C_{0}Z}{L}}}
— відповідно питомі крутизни для генеративної та диференціальної частин струму стоку.
Крутизна стокової характеристики тут буде:
{\displaystyle S_{g}={\frac {\partial I_{dSI}}{\partial V_{GS}}}={\frac {2I_{0SI}(V_{GS}-V_{T})}{(m_{SI}\phi _{T})^{2}}}+{\frac {2V_{DS}}{R_{0}m_{SI}\phi _{T}}}},
а диференційний опір
{\displaystyle R_{i}={\frac {1}{\frac {\partial I_{dSI}}{\partial V_{DS}}}}={\frac {R_{0SI}m_{SI}\phi _{T}}{2(V_{GS}-V_{T})}}}.
Таким чином, можна записати коефіцієнт підсилення МДН-транзистора в режимі значної інверсії у вигляді:
{\displaystyle M_{gi}=S_{g}R_{i}={\frac {V_{DS}}{V_{GS}-V_{T}}}+{\frac {R_{0SI}I_{0SI}}{m_{SI}\phi _{T}}}\approx {\frac {R_{0SI}I_{0SI}}{m_{SI}\phi _{T}}}={\frac {\mu _{gen}}{\mu _{dif}}}}.
Треба відзначити, що якби виконувалося співвідношення {\displaystyle \beta _{gen}=\beta _{dif}}, тоді коефіцієнт підсилення був би рівний одиниці {\displaystyle M_{0SI}=1}. Проте практика показує, що коефіцієнт підсилення МДН-транзистора навіть в режимі значної інверсії набагато більший від одиниці {\displaystyle M_{SI}\gg 1}. Тому насправді ми маємо відношення {\displaystyle \beta _{gen}\gg \beta _{dif}}, що автоматично означає неоднакові значення ефективної рухливості в генеративній та диференціальній частинах інверсного каналу {\displaystyle \mu _{gen}\gg \mu _{dif}}.